# Adam Osborne
Pour les articles homonymes, voir Osborne.
Adam Osborne, né le 6 mars 1939 à Bangkok en Thaïlande et mort le 18 mars 2003 à Kodaikanal au Tamil Nadu, est un écrivain britannique, éditeur de livres et de logiciels, et concepteur d'ordinateurs  qui a fondé diverses sociétés aux États-Unis et ailleurs.

## Biographie
Né en Thaïlande de parents britanniques, Osborne passe la plus grande partie de son enfance en Inde. Il est diplômé de l'université de Birmingham en 1961 et obtient son doctorat de physique à l'université du Delaware. Il commence sa carrière dans le génie chimique à Shell aux États-Unis, avant de quitter cette société au début des années 1970, pour satisfaire sa passion des ordinateurs et de la rédaction technique.
Il est ainsi l'un des membres les plus assidus du réputé Homebrew Computer Club vers 1975.
Sa réalisation la plus connue est le premier ordinateur portable, l'Osborne 1, en avril 1981. Il pesait 12 kg, coûtait 1 795 $ – soit la moitié du prix d'un ordinateur d'autres constructeurs aux fonctions similaires – et fonctionnait sous l'OS CP/M version 2.2. Sa société vendit jusqu'à 10 000 Osborne 1 par mois.
En 1983, Adam Osborne révéla l'existence de deux nouveaux ordinateurs plus évolués, sur lesquels sa société travaillait. Cette révélation fit chuter la demande pour les Osborne 1, ce qui accula l'Osborne Computer Corporation à la banqueroute, le 13 septembre 1983 (réputé depuis comme « effet Osborne »). Osborne écrivit ses mémoires concernant la période de l'Osborne 1, intitulé Hypercroissance, avec John Dvorak, livre publié en 1985.
Osborne fut aussi un pionnier de l'édition de livres d'informatique, avec la fondation  d'Osborne Books, spécialisée dans l'édition de manuels informatiques faciles à lire. En 1977, elle comptait 40 titres à son catalogue. En 1979, elle fut rachetée par McGraw-Hill.
En 1984, Osborne crée Paperback Software International (en), société spécialisée dans les ordinateurs à bas prix. Une de ses publicités, mettant en scène Osborne, avançait le fait que si les opérateurs de téléphone appliquaient la même logique que les éditeurs de logiciels à leur tarification, un téléphone coûterait 600 $. Un de ses produits fut un clone de Lotus 1-2-3, ce qui lui valut un procès. Lotus attaqua Paperback software en 1987. La fuite de la clientèle, effrayée par les suites possibles du procès, provoqua une chute de 80 % des revenus de Paperback en 1989 et empêcha une ouverture du capital nécessaire à son développement. En juin 1990, la cour jugea que le produit de Paperback Software, en offrant une interface et une apparence similaire à celle de Lotus 1-2-3, avait violé le copyright de Lotus. Paperback Software cessa ses activités la même année.
En 1992, Osborne, souffrant d'une maladie du cerveau, retourne en Inde. Il mourut onze ans plus tard à Kodaikanal.
Une discussion qu'il eut en 1982 avec Steve Jobs, le créateur d'Apple, est restée dans les annales de l'informatique. Alors qu'Osborne venait de critiquer longuement le Lisa, il s'est mis à attaquer le Macintosh, se moquant notamment de ses retards innombrables. Steve Jobs lui aurait alors répondu : « Adam, le Macintosh est un modèle tellement bon que même lorsqu’il aura mis votre société au chômage, vous continuerez à vouloir l’acheter pour vos enfants ».